# San Gregorio di Catania
San Gregorio di Catania ist eine Stadt der Metropolitanstadt Catania in der Region Sizilien in Italien mit 11.483 Einwohnern (Stand 31. Dezember 2023).

## Lage und Daten
San Gregorio di Catania liegt 10 km nördlich von Catania am Südosthang des Ätnas. Die Einwohner arbeiten hauptsächlich in der Landwirtschaft.
Die Nachbargemeinden sind Aci Castello, Catania, San Giovanni la Punta, Tremestieri Etneo, Valverde.

## Geschichte
Der Ort wurde im Jahr 1646 gegründet. Vor dieser Zeit war die Gegend aber bereits besiedelt.

## Sehenswürdigkeiten
- Pfarrkirche erbaut im 17. Jahrhundert im Barockstil